# باول هرمان
باول هرمان (بالمجرية: Hermann Pál)‏ هو عازف تشيلو وملحن مجري، ولد في 27 مارس 1902 في بودابست في المجر، وتوفي في 18 مايو 1944 في كاوناس في ليتوانيا.

## وصلات خارجية
- باول هرمان على موقع ميوزك برينز (الإنجليزية)
- باول هرمان على موقع أول ميوزيك (الإنجليزية)
- باول هرمان على موقع ديسكوغز (الإنجليزية)